# Episodi di The Umbrella Academy (prima stagione)
La prima stagione della serie televisiva The Umbrella Academy, composta da dieci episodi, è stata pubblicata su Netflix il 15 febbraio 2019, in tutti i paesi in cui è disponibile.
| n° | Titolo originale                                | Titolo italiano                        | Pubblicazione    |
| -- | ----------------------------------------------- | -------------------------------------- | ---------------- |
| 1  | We Only See Each Other at Weddings and Funerals | Ci vediamo solo a matrimoni e funerali | 15 febbraio 2019 |
| 2  | Run Boy Run                                     | Run Boy Run                            | 15 febbraio 2019 |
| 3  | Extra Ordinary                                  | Fuori dall'ordinario                   | 15 febbraio 2019 |
| 4  | Man on the Moon                                 | L'uomo sulla luna                      | 15 febbraio 2019 |
| 5  | Number Five                                     | Numero Cinque                          | 15 febbraio 2019 |
| 6  | The Day That Wasn't                             | Il giorno che non c'è stato            | 15 febbraio 2019 |
| 7  | The Day That Was                                | Il giorno che c'è stato                | 15 febbraio 2019 |
| 8  | I Heard a Rumor                                 | Ho sentito delle voci                  | 15 febbraio 2019 |
| 9  | Changes                                         | Cambiamenti                            | 15 febbraio 2019 |
| 10 | The White Violin                                | Il violino bianco                      | 15 febbraio 2019 |

## Ci vediamo solo a matrimoni e funerali
- Titolo originale: We Only See Each Other at Weddings and Funerals
- Diretto da: Peter Hoar
- Scritto da: Jeremy Slater

### Trama
Il 1º ottobre 1989, 43 donne in tutto il mondo partoriscono contemporaneamente, nonostante nessuna di loro mostri alcun segno di gravidanza sino all'inizio del travaglio. Sette di questi bambini vengono adottati dall'eccentrico miliardario Sir Reginald Hargreeves, il quale dà a tutti un numero e li addestra attraverso quella che lui chiama la "Umbrella Academy", formando una squadra di supereroi. Nel 2019, la famiglia è separata da molti anni e ognuno dei fratelli ha preso una strada diversa: Luther (n.1) è l'unico rimasto nella casa del padre, da quattro anni si trova in missione sulla luna, Diego (n.2) è un vigilante, Allison (n. 3) è un'attrice, Klaus (n.4) è un tossicodipendente, e Vanya (n.7), l'unica che non ha mai mostrato alcun potere, è una violinista. Cinque (n.5 - non viene mai chiamato con un nome) invece è scomparso a tredici anni dopo aver tentato di viaggiare nel futuro, mentre Ben (n. 6) é morto in circostanze sconosciute. Un giorno i protagonisti vengono a sapere che il padre Reginald è morto e si ritrovano nella casa dove hanno passato la loro infanzia per le esequie. Luther sostiene che il padre sia stato assassinato perché sul cadavere non è stato ritrovato il monocolo che portava sempre con sé. Durante il funerale, Cinque ritorna dal futuro e, nonostante il suo corpo mostri la stessa età di quando era sparito, la sua mente è quella di un uomo di mezza età perché ha vissuto 45 anni nel futuro prima di riuscire a tornare indietro. Cinque confessa a Vanya che non solo ci sarà un'apocalisse, ma che la stessa è prevista esattamente per soli 8 giorni dopo.
- Guest star: Sheila McCarthy, Justin H. Min, Jordan Robbins.

## Run Boy Run
- Titolo originale: Run Boy Run
- Diretto da: Andrew Bernstein
- Scritto da: Steve Blackman

### Trama
Cinque ricorda il giorno in cui era scappato di casa: Reginald, odiato da lui quanto dagli altri fratelli per il suo freddo distacco, gli aveva proibito di effettuare salti temporali non ritenendolo pronto, e Cinque per tutta risposta era uscito ed aveva saltato diversi anni avanti nel tempo, ma quando aveva visto che era giunto in un futuro postapocalittico, aveva scoperto di non sapere come retrocedere. 
Si reca quindi nell'appartamento di Vanya per avvertirla che l'apocalisse sarebbe arrivata dopo otto giorni. Vanya, memore degli avvertimenti di Reginald, ipotizza che la mente di Cinque sia stata corrotta dal viaggio nel tempo e non lo prende sul serio. 
Nel frattempo, gli agenti Cha-Cha e Hazel arrivano in città e iniziano a pianificare l'eliminazione del loro obiettivo. Vanya comincia a dare lezioni di violino a Leonard, uno studente adulto con cui entra subito in sintonia. Con il maldestro aiuto di Klaus, Cinque cerca di scoprire chi possieda la protesi oculare che ha trovato nel futuro, temendo che il suo proprietario sia la causa della distruzione del mondo, ma i fratelli apprendono che nel presente l'occhio non è ancora stato prodotto. 
Cinque si reca in un grande magazzino per vedere "Dolores", un manichino che è stato il suo unico compagno per trent'anni. Qui il ragazzo viene attaccato da Cha-Cha e Hazel, che però non raggiungono il loro intento. 
Su consiglio di Pogo, Allison guarda i vecchi video di sorveglianza della sua infanzia e scopre un filmato che riguarda suo padre.
- Guest star: Ashley Madekwe, Sheila McCarthy, Justin H. Min, Jordan Robbins, Rainbow Sun Francks, Eric Peterson.

## Fuori dall'ordinario
- Titolo originale: Extra Ordinary
- Diretto da: Andrew Bernstein
- Scritto da: Ben Nedivi, Matt Wolpert

### Trama
Allison mette al corrente Luther della registrazione, in cui si vede che Grace, l'androide che ha fatto da "madre" ai fratelli, si è avvicinata a Reginald poco prima che questi morisse. I due chiedono alla madre dell'incidente, ma l'androide sostiene di non ricordare nulla. I due fratelli radunano gli altri per mostrare loro il filmato e in questa occasione Diego rivela di aver gettato via il monocolo del padre. Considerata l'ipotesi che i l suo hardware possa essersi degradato, i ragazzi discutono sulla possibilità di disattivarla, ma non riescono a trovare un accordo. Cha-Cha e Hazel irrompono nella casa degli Hargreeves e attaccano Luther, Diego, Allison e Vanya, ma vengono sopraffatti e, durante la fuga, rapiscono Klaus. Diego, a malincuore e all'insaputa dei fratelli, disattiva Grace perché ha mostrato un grave malfunzionamento e non è intervenuta quando i ragazzi sono stati attaccati. A Vanya viene chiesto di andare via perché non in grado di difendersi e lei si trasferisce dal suo nuovo amico Leonard. 
- Guest star: Ashley Madekwe, Peter Outerbridge, Sheila McCarthy, Justin H. Min, Jordan Robbins, Rainbow Sun Francks.

## L'uomo sulla luna
- Titolo originale: Man on the Moon
- Diretto da: Ellen Kuras
- Scritto da: Lauren Schmidt Hissrich

### Trama
Sette anni prima, Reginald aveva inviato Luther, l'unico rimasto all'Umbrella Academy, in una missione che lo aveva ridotto in fin di vita. Per salvarlo, Reginald aveva iniettato al figlio un siero che aveva trasformato il corpo del ragazzo in quello di un gorilla. Nel presente, Leonard e Vanya decidono di andare a cena insieme. Nel frattempo, Cha-Cha e Hazel torturano Klaus e ottengono informazioni su Cinque. I due killer si recano quindi al laboratorio dove si trova l'occhio di vetro e lo incendiano. La detective Patch, ex fidanzata di Diego, si reca al motel per cercare i due sicari e libera Klaus che fugge con la loro valigetta attraverso il condotto di aerazione. La donna viene uccisa da Cha-Cha, e Diego si ripromette di uccidere lei e Hazel. Klaus utilizza accidentalmente la valigetta e fa un viaggio nel tempo. 
- Guest star: Ashley Madekwe, Sheila McCarthy, Justin H. Min, Jordan Robbins, Rainbow Sun Francks, Eric Peterson.

## Numero Cinque
- Titolo originale: Number Five
- Diretto da: Ellen Kuras
- Scritto da: Bob DeLaurentis

### Trama
Cinque ricorda come, durante la sua permanenza nel futuro apocalittico, venne contattato da The Handler, che rappresenta un'organizzazione chiamata la Commissione (la stessa per cui lavorano Hazel e Cha-Cha) che gli offrì un lavoro. Vanya smette di prendere le sue pillole e quando fa le audizioni per il posto di primo violino inizia a manifestare un misterioso potere. Klaus torna dal suo viaggio nel tempo e distrugge la valigetta. Il ragazzo è particolarmente scosso, in quanto ha combattuto nella guerra del Vietnam e ha perso qualcuno a cui teneva. Vanya diventa primo violino e festeggia con Leonard che, a sua insaputa, ha ucciso l'ex violinista per farle avere il posto. Pogo riattiva Grace e le chiede di mantenere un segreto ai ragazzi.
- Guest star: Peter Outerbridge, Sheila McCarthy, Justin H. Min, Jordan Robbins, Kate Walsh.

## Il giorno che non c'è stato
- Titolo originale: The Day That Wasn't
- Diretto da: Stephen Surjik
- Sceneggiatura: Sneha Koorse

### Trama
Durante il salto temporale nella guerra del Vietnam, Klaus sì innamorò di un soldato di nome Dave che rimase ucciso. Nel frattempo, The Handler porta Cinque alla sede della Commissione, dove Cinque riesce con l'inganno a mandare a Cha-cha e a Hazel l'ordine di uccidersi a vicenda. Luther informa l'Accademia dell'imminente apocalisse, ma non riesce a convincere il gruppo a combattere. Klaus chiede a Diego di aiutarlo a disintossicarsi, nella speranza di poter vedere il fantasma di Dave prima che il mondo finisca. Cinque riesce ad intercettare l'ordine di proteggere un uomo di nome Harold Jenkins e capisce che è collegato all'apocalisse. Vanya trova il taccuino del padre a casa di Leonard e scopre che sapeva dei suoi poteri, ma aveva fatto in modo di reprimerli. Cinque ruba una valigetta che viaggia nel tempo e fugge dalla Commissione, raggiungendo i suoi fratelli per fermare l'apocalisse.
- Guest star: Sheila McCarthy, Justin H. Min, Jordan Robbins, Kate Walsh.

## Il giorno che c'è stato
- Titolo originale: The Day That Was
- Diretto da: Stephen Surjik
- Sceneggiatura: Ben Nedivi, Matt Wolpert

### Trama
Harold Jenkins è nato il primo ottobre 1989 da una gravidanza normale anche se sua madre è morta durante il travaglio. Harold idolatra l'Umbrella Academy e crede di essere come loro, ma Reginald lo rifiuta, dicendogli che non c'è niente di speciale in lui. Harold uccide il padre violento e alcolizzato e viene condannato a 12 anni di carcere. Nel presente, Diego, Allison e Cinque entrano nella casa di Leonard, scoprendo i cimeli distrutti della Umbrella Academy. Poi Cinque sviene per un colpo di pallottola ricevuto durante la sua fuga dalla Commissione, e Diego è arrestato per l'omicidio di Eudora Patch. Leonard e Vanya sono attaccati da tre teppisti, che causano l'esplosione dei poteri di Vanya, che involontariamente ne uccide due e fa perdere un occhio a Leonard, che si risveglia in ospedale.
- Guest star: Sheila McCarthy, Justin H. Min, Jordan Robbins, Rainbow Sun Francks.

## Ho sentito delle voci
- Titolo originale: I Heard a Rumor
- Diretto da: Jeremy Webb
- Sceneggiatura: Lauren Schmidt Hissrich, Sneha Koorse

### Trama
Mentre Leonard e Vanya lasciano l'edificio, apprendono che il terzo assalitore è sopravvissuto. Allison e l'ufficiale di polizia lo interrogano e apprendono che lui e i suoi amici sono stati pagati da Leonard/Harold per scatenare una rissa. Hazel fugge con Agnes, una cameriera di cui è innamorato, mentre Cha Cha si libera dalla prigionia e fa esplodere il negozio di ciambelle di Agnes. Allison trova finalmente Vanya in una casetta nel bosco dove Leonard la allenava per far migliorare i suoi poteri, e le confessa che Reginald le ha chiesto di usare i suoi per convincerla di essere ordinaria. Vanya scatena la sua rabbia, tagliando la gola di Allison. Leonard rientra e porta via Vanya, mentre Allison si sta dissanguando. Nel frattempo, si scopre che anche il terzo assalitore è morto. Subito dopo, sopraggiunge il resto della Umbrella Academy che trova Allison in una pozza di sangue. 
- Guest star: Sheila McCarthy, Justin H. Min, Jordan Robbins, Rainbow Sun Francks, Matt Biedel.

## Cambiamenti
- Titolo originale: Changes
- Diretto da: Jeremy Webb
- Sceneggiatura: Bob DeLaurentis, Eric W. Phillips

### Trama
Allison sopravvive e viene salvata dai suoi fratelli. Klaus sta per ricominciare ad assumere droghe, ma viene fermato dal fantasma di Ben che riesce a colpirlo in faccia, rivelando che è riuscito a stabilire un contatto fisico grazie ai poteri di Klaus. Da Leonard, Vanya scopre il diario di Reginald. Rendendosi conto di essere stata manipolata e ingannata da Leonard, lo uccide in un impeto di rabbia. I fratelli scoprono il corpo e Cinque capisce che l'occhio di vetro sarebbe appartenuto a Leonard. Hazel arriva alla Umbrella Academy per aiutare a fermare l'apocalisse, ma dopo uno scontro con Diego, apprende da Cinque che, a seguito della morte di Jenkins, l'apocalisse non sarebbe più avvenuta. Successivamente torna da Agnes e scopre che Cha-Cha l'ha presa in ostaggio. La loro lotta viene interrotta da The Handler, che li rimprovera. Allison si sveglia e informa il gruppo dei poteri di Vanya, così Luther la rinchiude in una cella d'isolamento. Vanya, con il cuore spezzato e colmo di rabbia, dopo un dialogo allucinatorio con la se stessa bambina, scatena i suoi poteri e riesce a buttare la porta della cella.
- Guest star: Sheila McCarthy, Justin H. Min, Jordan Robbins, Kate Walsh.

## Il violino bianco
- Titolo originale: The White Violin
- Diretto da: Peter Hoar
- Sceneggiatura: Steve Blackman

### Trama
I fratelli fuggono, mentre Vanya uccide Pogo e distrugge la casa, uccidendo inesorabilmente anche Grace, la quale rimane sommersa dalle macerie durante il crollo dell'edificio. I fratelli si ritrovano in un bowling, mentre Vanya si prepara per il suo concerto. I fratelli scappano per l'Icarus Theatre, mentre Hazel e Cha-Cha hanno l'ordine di proteggere Vanya, tuttavia Hazel tradisce Cha-Cha e la tramortisce prima di tornare al motel, uccidere The Handler e salvare Agnes. Il concerto ha inizio e i fratelli non riescono a fermare Vanya. I soldati della Commissione entrano al teatro, Ben si manifesta fisicamente attraverso Klaus e usa i suoi poteri per sconfiggere gli uomini armati. Allison riesce a fermare Vanya e la sua energia viene deviata sulla Luna, causando una pioggia di detriti sulla Terra e l'Apocalisse. Avendo fallito la loro missione, Cinque suggerisce di usare la sua abilità per viaggiare tutti indietro nel tempo e fermare insieme l'Apocalisse. Mentre il mondo si distrugge, Hazel e Agnes scappano e i ragazzi tornano indietro nel tempo.
- Guest star: Sheila McCarthy, Justin H. Min, Jordan Robbins, Matt Biedel, Rainbow Sun Francks, Peter Outerbridge, Kate Walsh.